# Gardineria minor
Gardineria minor är en korallart som beskrevs av Wells 1973. Gardineria minor ingår i släktet Gardineria och familjen Gardineriidae. Inga underarter finns listade i Catalogue of Life.